# Stadionul Gerhard Hanappi
Gerhard Hanappi Stadion a fost un stadion de fotbal în circumscripția Hütteldorf din vestul Vienei, Austria. Este stadionul pe care își disputa Rapid Viena meciurile de pe teren propriu. El a fost deschis oficial în anul 1977 sub numele "Weststadion" (Stadionul Vestic). În 1980 a fost redenumit, în cinstea fotbalistul și arhitectului austriac Gerhard Hanappi. În rândul fanilor stadionul esye cunoscut și ca „Sankt Hanappi” (Sfântul Hanappi), care se corelează cu sloganul fanilor „Rapid ist uns're Religion” (Rapid este religia noastră).
Stadionul a fost demolat în anul 2014 pentru a-i face loc unuia nou, Allianz Stadion, acesta fiind deschis la data de 16 iulie 2016. De-a lungul construcției, Rapid Viena și-a disputat meciurile de pe teren propriu pe Ernst-Happel-Stadion.

## Galerie foto

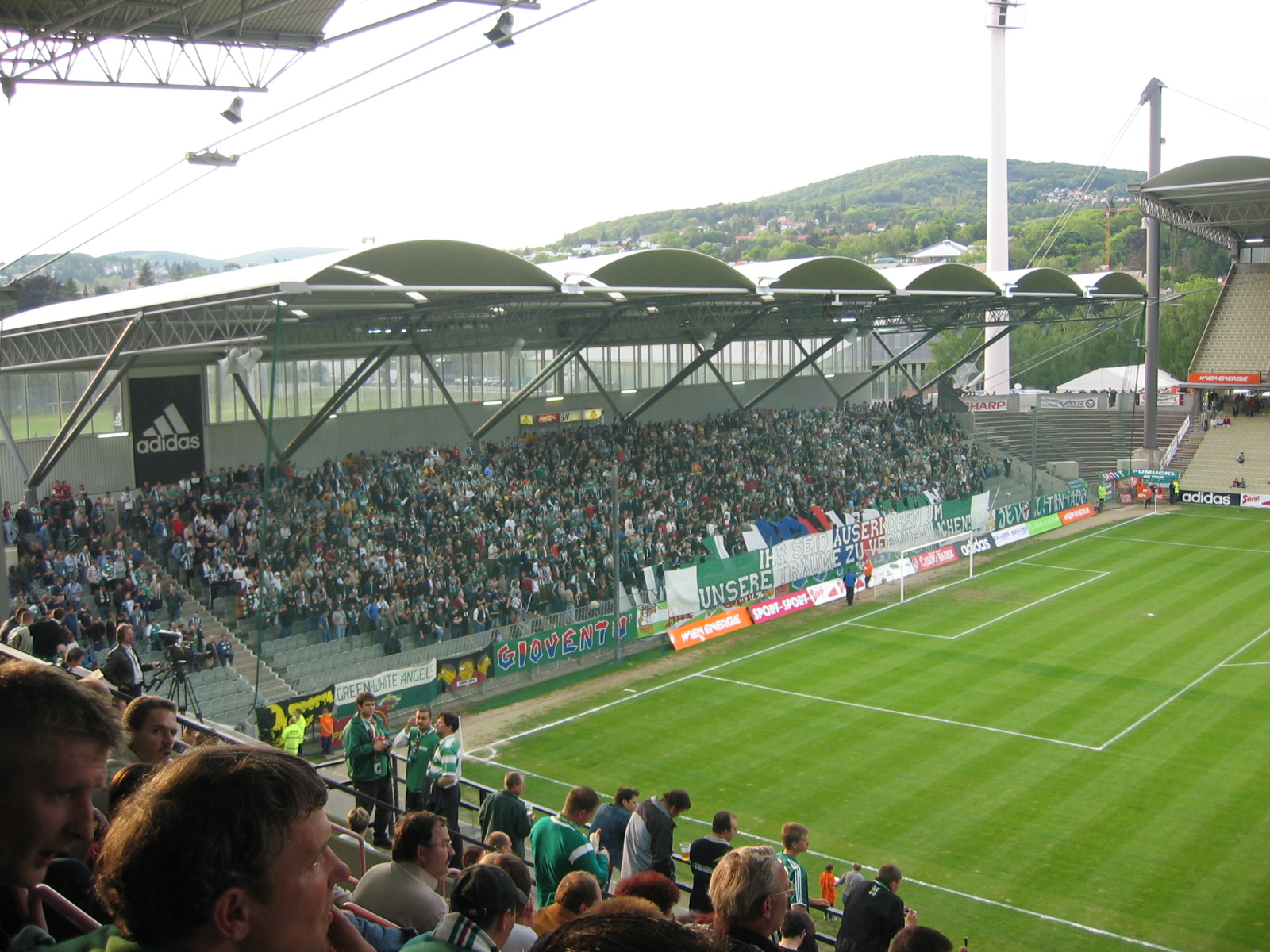
West Stand
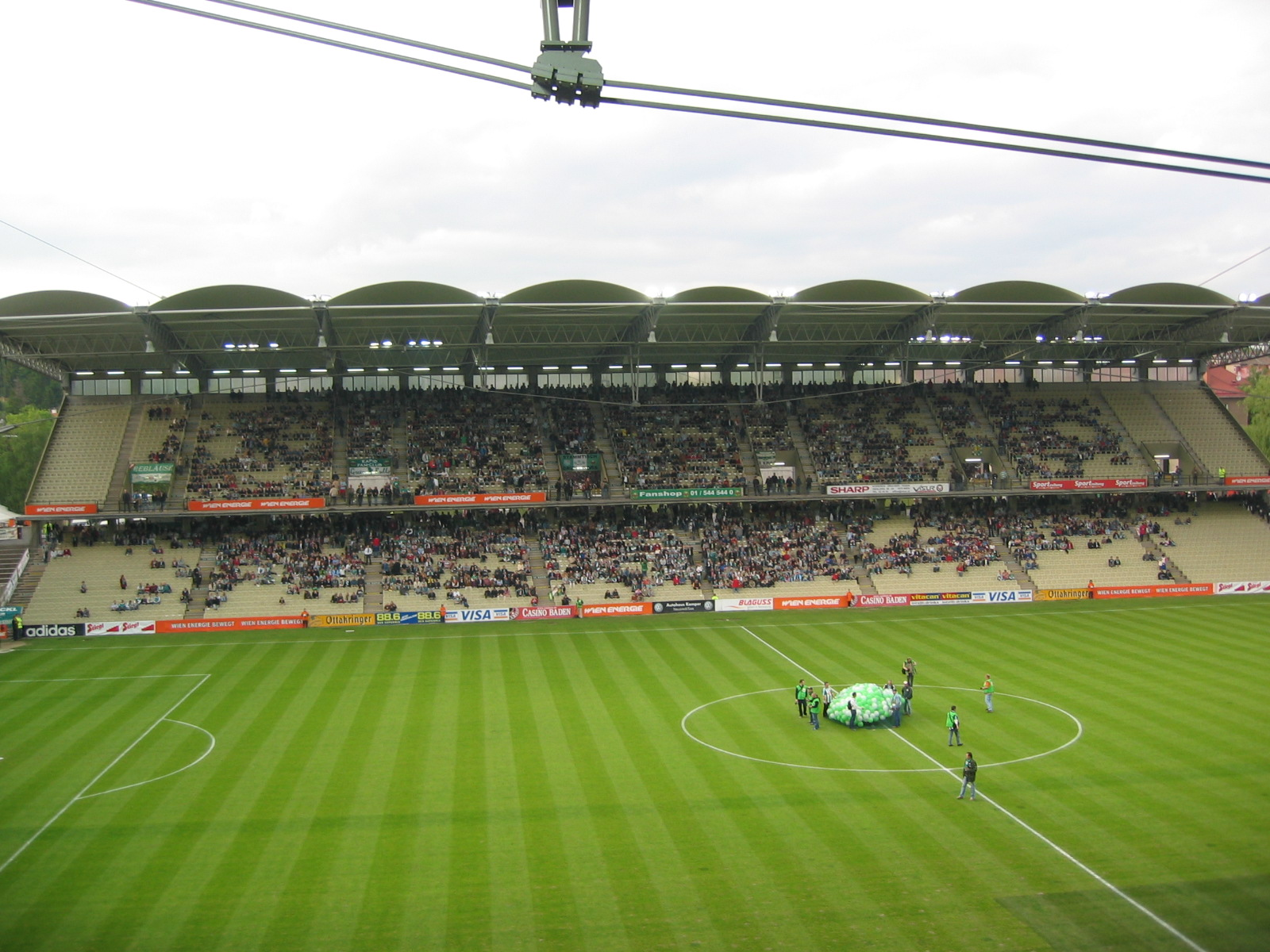
North Stand
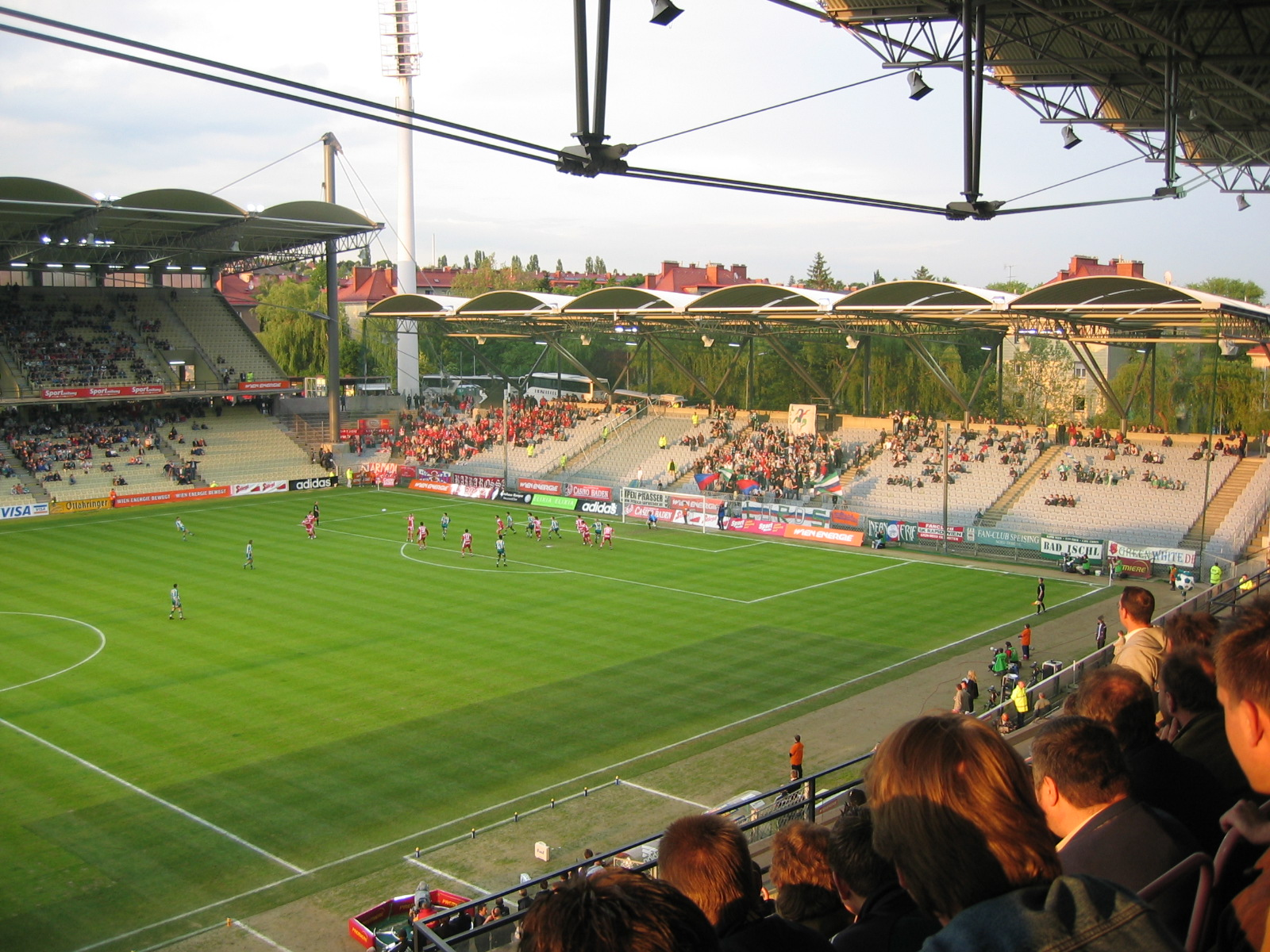
East Stand
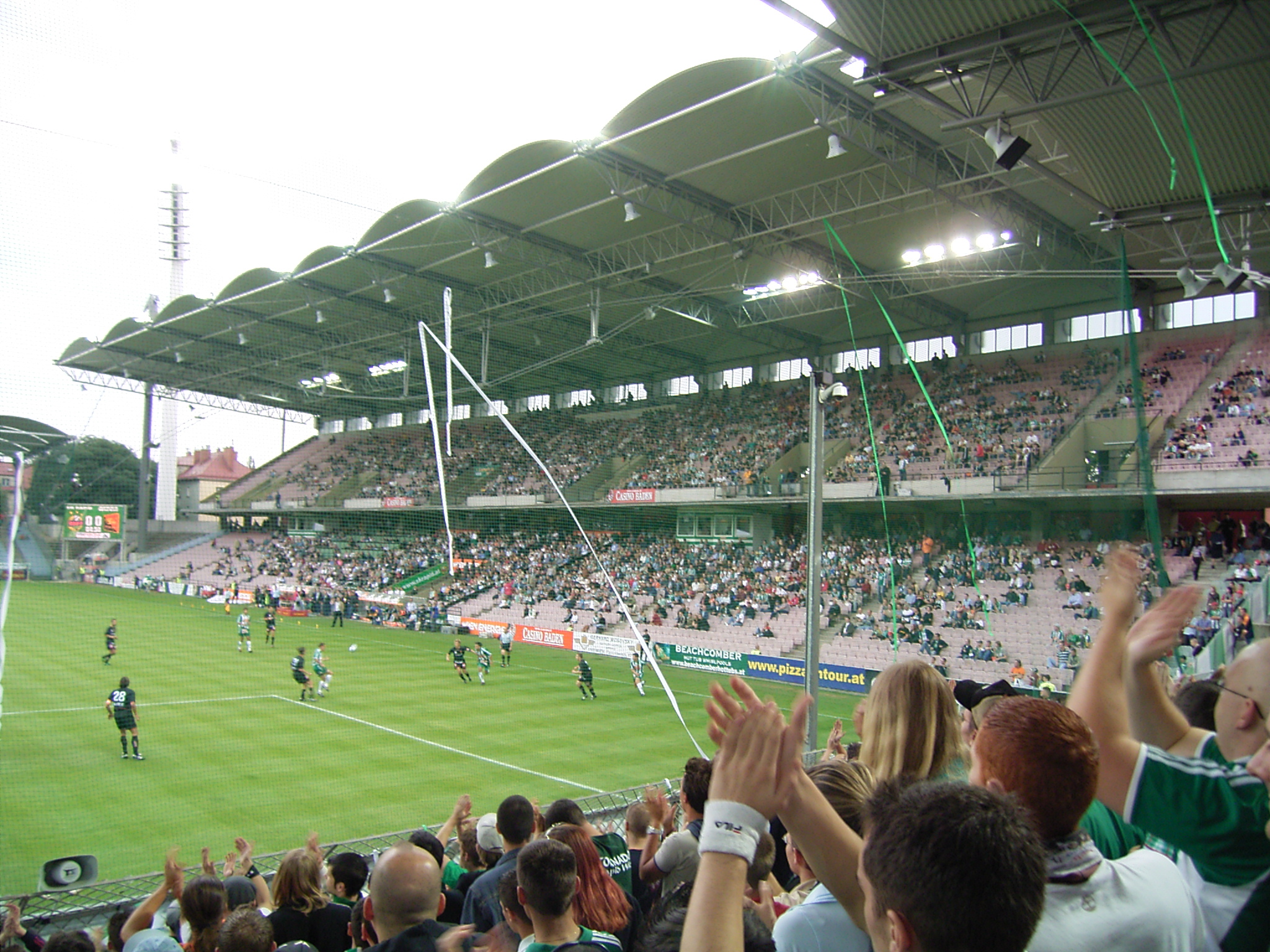
South Stand